# Georg Zimmermann (Hofrat)
Georg Carl Christian Zimmermann (* 28. November 1808 in Auerbach (Bensheim); † 25. August 1871 in Darmstadt) war ein deutscher Hofrat und Chef des großherzoglich hessischen Kabinetts in Darmstadt.

## Leben
Georg Zimmermann wurde als Sohn des Theologen Ernst Zimmermann (1786–1832) und dessen Ehefrau Friederike Keyser (1781–1822) geboren. Nach einem Theologiestudium an der Justus-Liebig-Universität Gießen wurde er zunächst Hofkaplan an der Hofkirche Darmstadt und am 10. August 1840 auf eigenen Wunsch aus dem Dienstverhältnis entlassen und zum Hofrat ernannt. 1848 wurde er Geheimer Kabinettssekretär und am 20. Mai 1852 zum Geheimen Kabinettsrat ernannt.
Am 28. Februar 1853 wurde er Direktor der Kabinettsdirektion und war damit die Schaltstelle zwischen Großherzog Ludwig III. von Hessen-Darmstadt und der Regierung des Großherzogtums Hessen.
Er war Redakteur des Theologischen Literaturblattes und Mitherausgeber der Allgemeinen Kirchenzeitung.

### Familie
Am 22. September 1836 heiratete er in Darmstadt Auguste Stumpf (1816–1874, Tochter des Geheimen Hofrats Wilhelm Stumpf und der Christine Zottmann).

### Ehrungen und Auszeichnungen
- 7. Juli 1857 russischer Sankt-Stanislaus-Orden Ritter II. Klasse
- 26. Dezember 1858 Ludewigs-Orden Ritterkreuz I. Klasse
- 23. Juni 1860 Verdienstorden der Bayerischen Krone Ritter I. Klasse
- 25. August 1864 Geheimrat
- 20. Oktober 1864 Annenorden, II. Klasse („Anna am Hals“)
- 19. September 1868 Sankt-Stanislaus-Orden, Ritter II. Klasse mit Stern